# 優しい男
『優しい男』（やさしいおとこ）は、韓国の連続テレビドラマ。KBSで2012年9月12日から11月15日まで毎週水曜と木曜21時55分からの約1時間、「水木ドラマ」枠で放送された。全20回。主演はソン・ジュンギとムン・チェウォン。ソン・ジュンギにとっては初のテレビドラマ主演作となる。脚本はイ・ギョンヒが書いた。演出はキム・ジンウォンとイ・ナジョンが担当した。
原題は "세상 어디에도 없는 착한남자"（セサン オディエド オムヌン チャッカン ナムジャ、『世界のどこにもいない優しい男』）である。
2012年12月8日に開催された第1回APAN Star Awardsで、主演者のソン・ジュンギが男性最優秀賞を受賞した。

## 製作
韓国の大手芸能関連企業 iHQ（サイダスHQ）が製作した。

### 企画
制作者は作品を通じて、憎しみ、怒り、悲しみ、苦痛といった感情の始まりに愛があったことを忘れているのではないかと問うことを意図して企画した。

### 題名
原題は "세상 어디에도 없는 착한남자"（セサン オディエド オムヌン チャッカン ナムジャ、『世界のどこにもいない優しい男』）である。この原題のハングル表記は当初制作側が意図的に "세상 어디에도 없는 차칸남자" と '착한' の部分を正しくない表記 '차칸' にしていたが、国立国語院やハングル学会からの抗議・要求を受けて第3回から標準的な表記に改めた。

### 出演者
主演はソン・ジュンギとムン・チェウォン。ソン・ジュンギにとっては初のテレビドラマ主演作である。他に主人公の昔の恋人役にパク・シヨン、主人公の妹役にイ・ユビ、主人公の親友役にイ・グァンス、ヒロインの父親で企業グループの会長役にキム・ヨンチョルが出演している。

### スタッフ
脚本はイ・ギョンヒが書いた。イ・ギョンヒは、本作品以前に『サンドゥ、学校へ行こう!』、『ごめん、愛してる』、『ありがとうございます』、『クリスマスに雪は降るの?』などを書いている脚本家である。演出はキム・ジンウォンとイ・ナジョンが担当した。
そのほかの主な制作スタッフは以下の通り。
- プロデューサー - ペ・ギョンス（責任プロデューサー）、ハム・ヨンフン[9]
- 制作 - チョン・フンタク、チャン・ジヌク、ファン・ギヨン（制作総括）[9]
- 撮影監督 - ペク・ホンジョン、イ・ユンジョン[9]
- 照明監督 - イ・チュンギル、イ・チャンボム[9]
- 音楽 - チェ・ソンウク（音楽監督）、チェ・イニ[9]
- 美術監督 - イ・ハン[9]
- 補助作家（脚本） - チョン・ナキ、ペ・ユミ[9]

### ロケーション
ロケは、ソウルなどの韓国国内以外に青森県弘前市でも実施された。弘前市、青森県、星野リゾート青森屋、星野リゾート奥入瀬渓流ホテル、青森空港ビル株式会社が日本での撮影に協力した。

## 放送・配信および関連商品

### 放送
製作された韓国ではKBSで2012年9月12日から11月15日まで毎週水曜と木曜21時55分からの約1時間、「水木ドラマ」枠で放送された。全20回。
同じ時間帯に他の地上波放送局の「水木ドラマ」枠で放送されたのは、前半は共に8月15日放送開始されていたMBCの『アラン使道伝』で、後半はMBCで1週間2回で完結した『못난이 송편』と続いて放送された『会いたい』、SBSで10月10日放送開始の『大風水』だった。
韓国以外ではアジアを中心に10か国以上の国や地域で放送された。放送国・地域は中国、香港、台湾、フィリピン、インドネシア、マレーシア、タイ、ベトナム、イスラエル、カナダ、トリニダード・トバゴおよび日本などである。日本では、KBS WORLDやDlifeで放送された。

### 配信
日本ではインターネット上の有料動画配信サービスサイト dTVや U-NEXT、Rakuten TV、ShowTimeで配信している。

### ビデオディスク
韓国では放送の翌年2013年3月にDVD "세상 어디에도 없는 착한남자 (프리미엄완결판)"『世界のどこにもいない優しい男（プレミアム完結版）』がKBSメディアから発売された。日本では2013年10月にブルーレイディスクおよびDVDの全巻セットが発売された。日本ではDVDのレンタルも出来る。

### オリジナル・サウンドトラック
韓国では放送と同時期の2012年9月から11月にかけて、オリジナル・サウンドトラックを収録した音楽アルバムがCD2種類と配信による4種類発売された。
主題歌「愛は雪の花のように」は人気グループ JYJ のキム・ジュンス（XIA〈シア〉） が歌い、ヒットした。主演者ソン・ジュンギも1曲「本当」（チョンマル）を歌っている。CDアルバムには、ジュンスの歌う主題歌が1枚目「Part 1」、ジュンギの歌は2枚目「Part 2」に収録されている。

### 書籍
日本で2013年9月に写真集『ソン・ジュンギ、ムン・チェウォン主演 ドラマ『優しい男』公式写真集』が廣済堂出版から出版された。翌月10月にはガイドブック『韓国ドラマ公式ガイドブック 優しい男』が共同通信社から出版された。

## 評価

### 視聴率
初回の視聴率は約10%だった。第6回以降からはほぼ各回約15%以上になり、第15回に最高視聴率約18%を記録し、第18回から最終回の第20回まで同水準の約18%の視聴率を維持した。

### 受賞
本作ではテレビドラマ初主演のソン・ジュンギの演技が高く評価され、2012年12月8日に開催された第1回APAN Star Awardsで男性最優秀賞を受賞した。
2012年12月31日には、年末恒例の自社放送番組を対象に授賞する「KBS演技大賞」で主演者ソン・ジュンギとムン・チェウォンがそれぞれ最優秀演技賞、インターネット上での一般投票によってその年最高の演技者を選ぶネチズン賞およびベスト・カップル賞を受賞した。ムン・チェウォンは前年2011年の『王女の男』で最優秀演技賞を受賞したのに引き続き「KBS演技大賞」で2年連続の最優秀演技賞受賞となった。

## 作品内容

### 登場人物
カン・マル (강마루)〈30歳〉
演 -  ソン・ジュンギ（幼少時：チャンフィ）
本作の主人公。もと医大生。
ソ・ウンギ (서은기)〈29歳〉
演 -  ムン・チェウォン
テサングループ会長の娘。理事。テサングループの後継者として育つ。
ハン・ジェヒ (한재희)〈35歳〉
演 -  パク・シヨン（幼少時：パク・ソヨン）
幼いころ、マルに助けられる。
パク・チェギル (박재길)〈30歳〉
演 -  イ・グァンス
マルの親友。
カン・チョコ (강초코)〈22歳〉
演 -  イ・ユビ（幼少時：ハン・ソジン）
マルの妹。
ソ会長 (서회장)〈60歳〉
演 -  キム・ヨンチョル
ウンギの父。テサングループ会長。
アン・ミニョン (안민영)〈42歳〉
演 -  キム・テフン
テサングループの法務チーム所属弁護士。
パク・チュナ (박준하)〈34歳〉
演 -  イ・サンヨプ
テサングループの法務チーム所属弁護士。
チョ・ヨンベ (조영배)〈38歳〉
演 -  オ・ヨン
パク弁護士の秘書。
ヒョン・ジョンファ (현정화)〈35歳〉
演 -  チン・ギョン
ウンギの直属秘書。
ソク・ミニョク (석민혁)〈50歳〉
演 -  チョ・ソンハ
医大時代のマルの指導教授。
ソ・ウンソク (서은석)〈4歳〉
演 -  チョ・フィジュン
ウンギの腹違いの弟。ソ会長とジェヒの子。
ソ・ウンギの母 (서은기 모)
演 -  キム・ソラ
キム・ジョンフン (김정훈)
演 -  デニー・アン
ハン・ジェシク (한재식)
演 -  ヤン・イクチュン
ジェヒの兄。
スンジャ
演 -  チョ・ウンスク
カン・チョコの実母。
マルの父（写真） (마루 아버지(사진))
演 -  キム・フンギ
キム・ユラ (김유라)
演 -  キム・イェウォン
チェギルの恋人。
日本人 (일본인)
演 -  キム・ジェファ
チョン所長 (정소장)
演 -  チョン・ウンピョ
チョ代表 (조대표)
演 -  イ・ヨンナン
ミョンジュ (명주)
演 -  イ・ヨンウン

### 各話あらすじ
第1話「再会と、出会い」
医大生マルは愛する女ジェヒに呼び出されてホテルの部屋に行くと、男が血を流して倒れている。男は死んでいる。自首するというジェヒの代わりにマルが罪をかぶる。マルは５年の懲役刑を受ける。６年後、マルは日本の青森からの帰りの機内でジェヒと偶然再会する。ジェヒには幼い息子がいて、さらにジェヒと同年代の義理の娘ウンギがいた。ウンギは機内で意識不明になって倒れている。ウンギはテサングループ会長の娘で理事を務める有能かつ強気の女である。そのウンギにマルが医療処置を施す。
第2話「裏切りの瞬間」
マルの処置でウンギの命が助かる。マルの留守中にジェヒがマルの質素な家に来て、小切手で10億ウォンを置いて帰る。マルは金を返すが、その金のために脅迫罪で告訴される。マルは黙秘するが、証拠不十分で釈放される。マルの告訴をめぐってウンギと継母ジェヒの対立が激しくなる。一方ウンギは労働組合の要求に対して反対する父会長とも対立する。ある日、山道をウンギがオートバイで走っていると、別のオートバイが現れ互いに激しく競い合う。ウンギが誤って山道からすべり落ちる。ウンギに手を差し伸べる男マルがウンギの顔を凝視する。
第3話「三角関係の始まり」
マルはウンギを助け上げるが、ウンギの人形を取ってやろうとして滑り落ちて怪我を負い、入院する。アン弁護士がチョ秘書を呼び出し、ジェヒとマルの過去の関係の調査結果を聞き出す。チョ秘書は上司パク弁護士に二人は無関係であると虚偽の報告をするが、パク弁護士は疑念を抱く。帰宅したウンギは会食中にもマルの名前が頭から離れない。会長の病気治療のために娘ウンギと妻ジェヒが臓器移植提供可能と分かる。会長はジェヒを正式な妻であると公表するために挙式することを決める。実母と暮らすと出て行った妹チョコをマルが訪ねようとすると、ウンギがやって来て、一緒に行く。捨てた娘より暴力をふるう夫との生活を選ぶと言うチョコの実母のもとから、チョコを連れてマルとウンギが帰る。マルがウンギを送って家の門前にやって来ると、部屋を訪ねて酔って戻って来たジェヒが会社の顧問弁護士アンにキスしている。ウンギは継母ジェヒが見ている前でマルに交際を申し出る。
第4話「女たちの戦い」
ジェヒはウンギにマルとの交際を思いとどまるよう忠告する。会社のロビーで行き会わせたマル、ウンギ、ジェヒ、会長、アン弁護士の5人が会食する。マルが両親を亡くし大学を除籍され今はバーテンダーをしていると聞いた会長は、マルに除籍の理由を聞くが、マルは答えない。ウンギが話をジェヒの過去に向けて問いただすと、会長は激怒して帰る。マルは、金で解決しようとするジェヒにその住む虚飾の世界から連れ戻すと言い渡し、恋心を正直に明かし心ならずも別れようとするウンギとは次に会う約束を取り付ける。会長は娘ウンギを業務からはずそうとするが、ウンギは従わない。青森のリゾート地を売却しようとする会長に対してウンギは反対するが、売却交渉は相手側と旧知のジェヒが担当することになる。亡母の思い出の地の売却を阻止するため青森に来たウンギがマルを呼ぶ。売却阻止のための代替資金捻出策の検討に疲れたウンギが芝生で寝ていると、やって来たマルがウンギを抱きかかえて傍の池に投げ込む。当惑するウンギが笑顔のマルを見上げる。
第5話「初めてのキス」
マルは、前日の晩ウンギが難儀して寝てしまったのを見て、親友チェギルの助けをかりて代わりに資金捻出策を検討していた。翌朝、マルはウンギに資金捻出策を説明する。ウンギは売買契約を阻止するため調印会場に乗り込むが、いち早く売買契約を締結したジェヒたちに相手にされない。激情にかられて契約書を破り捨て窮地に立ったウンギの元にマルが電話をして来て、契約相手会社が問題企業であることを明らかにする。契約は不調に終わる。マルは、ウンギに会うために約束の場所に向かう途中、ジェヒに呼び出されて川に架かった橋の上で会う。マルが立ち去ろうとすると、ジェヒが川に飛び込む。マルは川に飛び込んでジェヒを救う。マルがウンギとの約束を思い出して待ち合わせ場所に行くと、生まれて初めてワンピースを着て出かけて来てマルを待ち続けていたウンギの姿を見る。二人はキスする。
第6話「カン・マルという魔法」
マルにすっかり心を奪われたウンギが帰宅すると、契約不調による100億ウォン以上の損害に激怒した父会長に出勤停止を言い渡され全財産を奪われて家を追い出される。ウンギはマルの家に行く。ジェヒはマルの勤めるバーを一晩借り切ってマルにウンギと分かれるよう手管を弄するが、マルは一蹴する。継母ジェヒがアン弁護士とキスしている写真を見たウンギは、写真の送り主のパク弁護士に会い、会長がストライキ中の労働組合との交渉・解決をウンギの復職の条件としたことを聞く。ウンギは労働組合の委員長たちと屋台店の飲み屋で会う。飲み比べに負けたウンギが組合側の要求をすべて受け入れ、ストライキを中止させる。マルとジェヒが仲良く二人で写っているジェヒの大学卒業時の写真をウンギが見る。
第7話「マルとジェヒの過去」
服役していたジェヒの兄ジェシクが8年ぶりに出所して来てジェヒに復讐しようとする。マルはジェシクを脅して止める。ウンギはパク弁護士から話を聞き、マルとジェヒは以前深い仲でマルが殺人罪で服役していたことを知る。ウンギは素知らぬふりで一度はマルに別れを告げる。ジェヒはチンピラを使ってマルを襲わせる。防犯カメラの録画映像でジェヒとアン弁護士がキスしている場面を見たソ会長は、ジェヒとアン弁護士を法的手段で葬り去るようパク弁護士に命じる。兄ジェシクからマルの思いを聞いたジェヒが雨の中マルの家を訪ねると、虚勢を捨てて本心を告白したウンギとマルが雨に濡れて抱き合っている姿を見る。マルは腫れ上がったまぶたの奥からジェヒの姿を見つめる。
第8話「愛していた人」
抱き合っているマルとウンギの姿を見てそのまま帰ったジェヒは、ソ会長にアン弁護士との関係が露見したことを知り、兄ジェシクをだしにしてマルを楊平（ヤンピョン）の別荘に呼び出す。マルは楊平に行くが、釜山の警察署から電話して来たジェシクの話でジェヒにだまされたことに気づく。ジェヒは6年前の記者時代に男から奪ったソ会長をめぐる醜聞の証拠を銀行の貸金庫から取り出す。その男と争って、はずみで死なせたことをジェヒが回想する。昔ジェヒとマルが行くはずだった海辺にウンギが一人で行く。ウンギから送信された海辺の写真を見てマルが海辺に向かう。海辺にウンギと並んで座ったマルが昔ジェヒを愛していたことをウンギに明かす。
第9話「別人のように」
ウンギの思いをマルはしりぞける。ジェヒの差し出した醜聞の資料を見たソ会長が発作を起こす。ジェヒとアン弁護士が見る前でソ会長は死ぬ。ソ会長と電話中だったパク弁護士はアン弁護士が瀕死のソ会長を見捨てたことを知るが、アン弁護士に父の件で脅されて公に出来ない。ウンギは海岸からソウルに戻る途中で父会長死去の知らせを受ける。運転していた車を方向転換させたウンギは江原道（カンウォンド）のピョルリ・トンネルで中央線を乗り越えて対向車に衝突する。対向車はマルが運転していた。
ウンギが入院中の病院から失踪して行方不明になり11か月が経過する。ジェヒはテサン・グループの代表になっている。ある日、詐欺師として生きるマルの前に記憶を失ったウンギが現れる。ウンギはマルを見てマルのことを思い出す。
第10話「失った記憶と覚えている心」
ウンギを世話しているヒョン秘書がマルに経緯を話す。ウンギは事故の後遺症で記憶を失い、読み書きも忘れて、性格も変わってしまった。マルは関わることを避けようとする。ジェヒはウンギを系列会社の代表理事職から解任するため画策する。マルは必要な脳の手術を今は受けないと先輩医師に話す。詐欺師として生きるマルの元から同居していた妹チョコと親友チェギルが去る。ジェシクはマルと会った女が失踪中のウンギだと気づき、話をアン弁護士に持ち掛け、ウンギをだまして連れ出す。ウンギを乗せたジェシクの車をマルが追い、追いつめる。
第11話「再び俺のもとに」
ウンギはマルに助けられたことを理解できない。ヒョン秘書の家に帰ったウンギをチョ秘書たちが連れ出そうとする。ジェシクからウンギの居場所を聞き出したマルが今までのことをウンギに話し、助け出す。ウンギはチェギルやチョコの様子に接してマルを信頼する。マルはウンギを連れて引っ越す。マルの家を訪ねたジェヒはすでに引っ越したことを知り失望する。パク秘書がウンギのためにマルに協力を頼む。ウンギの代表理事解任が決まる。ジェヒの会長就任式が行われる。就任式会場にウンギが現れ、交通事故のせいで相貌失認の後遺症があり、助けが必要だとして、婚約者カン・マルを一同に紹介する。
第12話「愛の奇跡と愛の取引」
ウンギに業務と権利を委任されたマルがウンギの代行を務める。パク弁護士の持ち掛けたウンギに関する取引きにマルが応じる。アン弁護士が事故の後遺症があるウンギの能力に疑念を持つ。マルはハン・ジェヒ会長の出席する会議でジェヒの主導する企業買収の問題点を突く。マルがウンギを連れて海辺に来る。帰りに通ったトンネルの中で事故のときの記憶がウンギの脳裏をかすめる。